# Calathea kummeriana
Calathea kummeriana là một loài thực vật có hoa trong họ Marantaceae. Loài này được E.Morren mô tả khoa học đầu tiên năm 1875.